# 윤기정 (정치인)
윤기정(尹基貞, 1928년 12월 15일~2010년 8월 13일)은 조선민주주의인민공화국의 정치인이다.
최고인민회의 제7·8·9·10·11·12기 대의원을 지냈으며, 정무원 재정부장 및 당 중앙위 후보위원, 북 · 시리아친선협회 위원장, 북 · 말리친선협회 위원장, 북 · 몽골친선협회 위원장, 북 · 알제리친선협회 위원장, 북 · 시리아친선협회 위원장과 재정부 부장, 조선피겨협회 위원장, 인민경제대학 총장, 김일성종합대학 명예교수를 지냈다.